# Vladislav Božidarević
Vladislav ili Vlaho Božidarević bio je hrvatski slikar.
Najstariji je sin Božidara Vlatkovića. Vjerojatno je učio likovnu umjetnost sa svojim ocem i bratom Nikolom. Radio je većinom izvan Dubrovnika. Tako se od 1504. spominje u gradu Vieste na poluotoku Garganu te u drugim mjestima u južnoj Italiji. Posljednji put se u izvorima spominje 1525. godine. Nije sačuvano nijedno njegovo djelo do danas.

### Članci
- Šenoa, Zdenka. 1989. Božidarević, Vladislav. Hrvatski biografski leksikon. Zagreb.  journal zahtijeva |journal= (pomoć)